# Tombe de la Cuccumella
Ne doit pas être confondu avec Cuccumelletta.
Le Tumulus de la Cuccumella  (en italien : Tumolo della Cuccumella) est l'une des tombes étrusques, datant de la première moitié du 
VIe siècle av. J.-C., situées dans la nécropole de Ponte Rotto près de la ville de Vulci dans la  province de Viterbe, dans le nord du Latium. 

## Histoire
Le nom Cuccumella provient du dialecte de la Maremme toscane : il désigne une petite colline de forme arrondie. Au XIXe siècle, diverses campagnes de fouilles ont été effectuées afin de trouver d’éventuels trésors cachés ainsi que pour essayer de comprendre la signification du monument.
Ni Lucien Bonaparte (1828), ni Alessandro François (1856), ni le prince Alessandro Torlonia ne trouvèrent la solution. Torlonia fut même responsable de l’intervention la plus dévastatrice sur le tumulus. En effet en 1875-1876 sur instruction du prince, Francesco Marcelliani creusa le « labyrinthe », une série de larges galeries souterraines creusées sans réels critères dans le banc de tuf, à une profondeur d'environ 5 m pour une longueur totale de 700 m environ.
En 1928, Ugo Ferraguti retourna sur la Cuccumella laissée à l'abandon ; après une importante campagne de fouilles, il remit au jour le tumulus et les galeries. Il réalisa aussi une série de 69 plaques photographiques qui constituent le meilleur témoignage concernant la tombe.
Il découvrit un large couloir qui « se dirige en pente vers le centre du tumulus et conduit dans une grande pièce rectangulaire. Celui-ci présente des gradins tout autour avec deux escaliers de sept gradins qui montent vers la base du tumulus et avec deux petites chambres sur les côtés... » 
La présence de cette grande pièce, probablement à ciel ouvert et délimitée par des parois dépassant du tumulus de terre, reste un des mystères de la Cuccumella.
Le lieu était peut-être destiné aux rites funéraires précédant l'inhumation des dépouilles et les pièces étaient des vraies chambres funéraires. Selon une autre hypothèse, avancée par le même Ferraguti, la Cuccumella n'était pas une tombe mais un tumulus honorarius érigé dans la première moitié du VIe siècle av. J.-C. en l'honneur d'une importante famille.
En 1969, Giovanni Scichilone effectua une nouvelle intervention dans la partie nord-ouest de la Cuccumella.
En 1985, Anna Maria Moretti a coordonné d'autres recherches à partir d'éléments d'archives et de fouilles afin de donner une lisibilité au monument complexe.
La dernière intervention a eu lieu en 2003 : la Société Mastarna, sur instruction de la Soprintendenza Archeologica per l’Etruria Meridionale a procédé à une restauration du grand tumulus.

## Description
Le tumulus Cuccumella fait partie de la nécropole de Ponte Rotto dans le Parco Archeologico Ambientale di Vulci et est située dans sa partie orientale. 
La Cuccumella est le plus grand tumulus de l'Étrurie. Son diamètre est d'environ 65 m et sa hauteur de 18 m. Elle est délimitée par un tambour circulaire de plaques de nenfro posées sur la tranche et serties dans le banc de tuf, avec, par-dessus, d'autres plaques de tuf de plus petites dimensions qui supportent l'apport de terre du tumulus.
Dans le cœur du tumulus deux tours écroulées ont été déterrées, une de forme carrée, l'autre conique ; leur hauteur unitaire était d'environ 10 m. Il semble que leur unique fonction était de soutenir les statues qui couronnaient le monument ou de  brasiers.

## Sources
- x